# Carl-Johan Dalgaard
Carl-Johan Lars Dalgaard (født 12. januar 1971) er professor i økonomi ved Københavns Universitet. Hans forskningsområder omfatter især økonomisk vækst, udviklingsøkonomi og indkomstfordeling. Fra 1. december 2014 har han været medlem af formandskabet for De Økonomiske Råd, dvs. én af de fire økonomiske vismænd. 1. februar 2020 afløste han Michael Svarer som overvismand.

## Karriere
Carl-Johan Dalgaard blev cand.polit. i 1997. Han arbejdede to år i gruppen bag den økonomiske model ADAM i Danmarks Statistik, inden han 1999-2002 blev ph.d.-stipendiat ved Økonomisk Institut på Københavns Universitet. Hans ph.d.-afhandling fra 2002 havde titlen Growth and the Inequality of Nations. Siden har han ved samme institut været adjunkt 2002-03, lektor 2003-08, professor med særlige opgaver 2008-12 og ordinær professor fra 2012.

## Forskning
Dalgaards forskning spreder sig over en række felter med økonomisk vækst og udviklingsøkonomi som omdrejningspunkter. I årene 2001-14 var han forfatter eller medforfatter til i alt 24 artikler i forskellige engelsksprogede økonomiske videnskabelige tidsskrifter, bl.a. Economic Journal og European Economic Review. De omfatter emner som produktivitetsvækst, de økonomiske virkninger af ulandsbistand, optimal aldring og død, teorier om økonomisk konvergens samt økonomisk ulighed. Han har bl.a. samarbejdet om forskningsartikler med kollegaerne Henrik Hansen og Claus Thustrup Kreiner.

## Andre aktiviteter
Carl-Johan Dalgaard var medlem af Produktivitetskommissionen, der arbejdede i 2012-14 med at identificere årsager til den relativt lave danske produktivitetsvækst siden 1990'erne. Han har også tidligere deltaget i den danske offentlige debat om dette emne, bl.a. via flere artikler i Nationaløkonomisk Tidsskrift.
Dalgaard har desuden i en årrække blogget om aktuelle økonomiske emner på bloggen for økonomistuderende ved Københavns Universitet altandetlige.dk. Her har han bl.a. skrevet indlæg om så forskellige emner som udviklingen i den danske middellevetid, økonomiske misforståelser i medierne, sammenhængen mellem betalingsbalance og konkurrenceevne og om nytten af humanistiske uddannelser.